# 황화 구리(I)
황화 구리(I)(Cu2S)는 1가 구리의 황화물이다. 광물로는 휘동석(chalcocite) 형태가 있다.
황화 구리(I)은 섭씨 104도에서 상전이를 겪는다.
LK-99가 초전도체가 아니라는 연구결과들에서 LK-99가  초전도체와 유사한 전기저항 변화를 겪은 원인으로 지목되는데, LK-99가 저항 변화를 겪은 온도와 황화 구리(I)의 저항변화 온도가 동일하기 때문이다.
유사한 성분비의 다른 황화 구리로 디줄레아이트(Djurleite,Cu31S16)가 있다.

## 같이 보기
- 황화 구리
- LK-99